# Diplacina dioxippe
Diplacina dioxippe – gatunek ważki z rodziny ważkowatych (Libellulidae).